# Джонні Вудлі
Джонні Вудлі (ісп. Johnny Woodly, нар. 27 липня 1980, Сан-Хосе) — костариканський футболіст, нападник, фланговий півзахисник клубу «Алахуеленсе».
Виступав, зокрема, за клуб «Сан Карлос», а також національну збірну Коста-Рики.

## Клубна кар'єра
У дорослому футболі дебютував 2008 року виступами за команду клубу «Сан Карлос», в якій провів один сезон, взявши участь у 13 матчах чемпіонату.
Згодом з 2009 по 2016 рік грав у складі команд клубів «Чунцін Ліфань» (один рік грав перебуваючи в оренді), «Чанчунь Ятай», «Мунісіпаль» та «Кармеліта».
До складу клубу «Алахуеленсе» приєднався 2016 року. Відтоді встиг відіграти за коста-риканську команду 7 матчів в національному чемпіонаті.

## Виступи за збірну
2016 року дебютував в офіційних матчах у складі національної збірної Коста-Рики.
У складі збірної був учасником розіграшу Кубка Америки 2016 року в США.